# Sofi Flinck
Sofi Flinck (ur. 8 lipca 1995 w Hallstahammar) – szwedzka lekkoatletka specjalizująca się w rzucie oszczepem.
W 2011 została wicemistrzynią świata juniorek młodszych, a rok później wywalczyła złoty medal juniorskich mistrzostw świata. Mistrzyni Europy juniorów z 2013. W 2014 ponownie wystąpiła na mistrzostwach świata juniorów, zdobywając tym razem srebrny medal. W tym samym roku zajęła 12. miejsce na mistrzostwach Europy w Zurychu. Dwa lata później na kolejnym europejskim czempionacie w Amsterdamie bez awansu do finału uczestniczyła w eliminacjach konkursu oszczepniczek.
Reprezentantka kraju w drużynowych mistrzostwach Europy.
Rekord życiowy: 61,96 (16 sierpnia 2013, Moskwa) – rezultat ten jest rekordem Szwecji seniorów, młodzieżowców i juniorów.

## Osiągnięcia
| Rok  | Impreza                                 | Miejsce         | Pozycja           | Wynik |
| ---- | --------------------------------------- | --------------- | ----------------- | ----- |
| 2011 | Mistrzostwa świata juniorów młodszych   | Lille Metropole | 2. miejsce        | 54,62 |
| 2012 | Mistrzostwa świata juniorów             | Barcelona       | 1. miejsce        | 61,40 |
| 2013 | I liga drużynowych mistrzostw Europy    | Dublin          | 4. miejsce        | 50,24 |
| 2013 | Mistrzostwa Europy juniorów             | Rieti           | 1. miejsce        | 57,91 |
| 2013 | Mistrzostwa świata                      | Moskwa          | 10. miejsce       | 59,52 |
| 2014 | Superliga drużynowych mistrzostw Europy | Brunszwik       | 5. miejsce        | 56,51 |
| 2014 | Mistrzostwa świata juniorów             | Eugene          | 2. miejsce        | 56,70 |
| 2014 | Mistrzostwa Europy                      | Zurych          | 12. miejsce       | 56,68 |
| 2016 | Mistrzostwa Europy                      | Amsterdam       | el. – 23. miejsce | 54,38 |
| 2017 | III liga drużynowych mistrzostw Europy  | Vaasa           | 3. miejsce        | 54,93 |
| 2017 | Młodzieżowe mistrzostwa Europy          | Bydgoszcz       | el. –             | NM    |
| 2018 | Mistrzostwa Europy                      | Berlin          | 10. miejsce       | 56,91 |